# Severská kombinace na Zimních olympijských hrách 2010

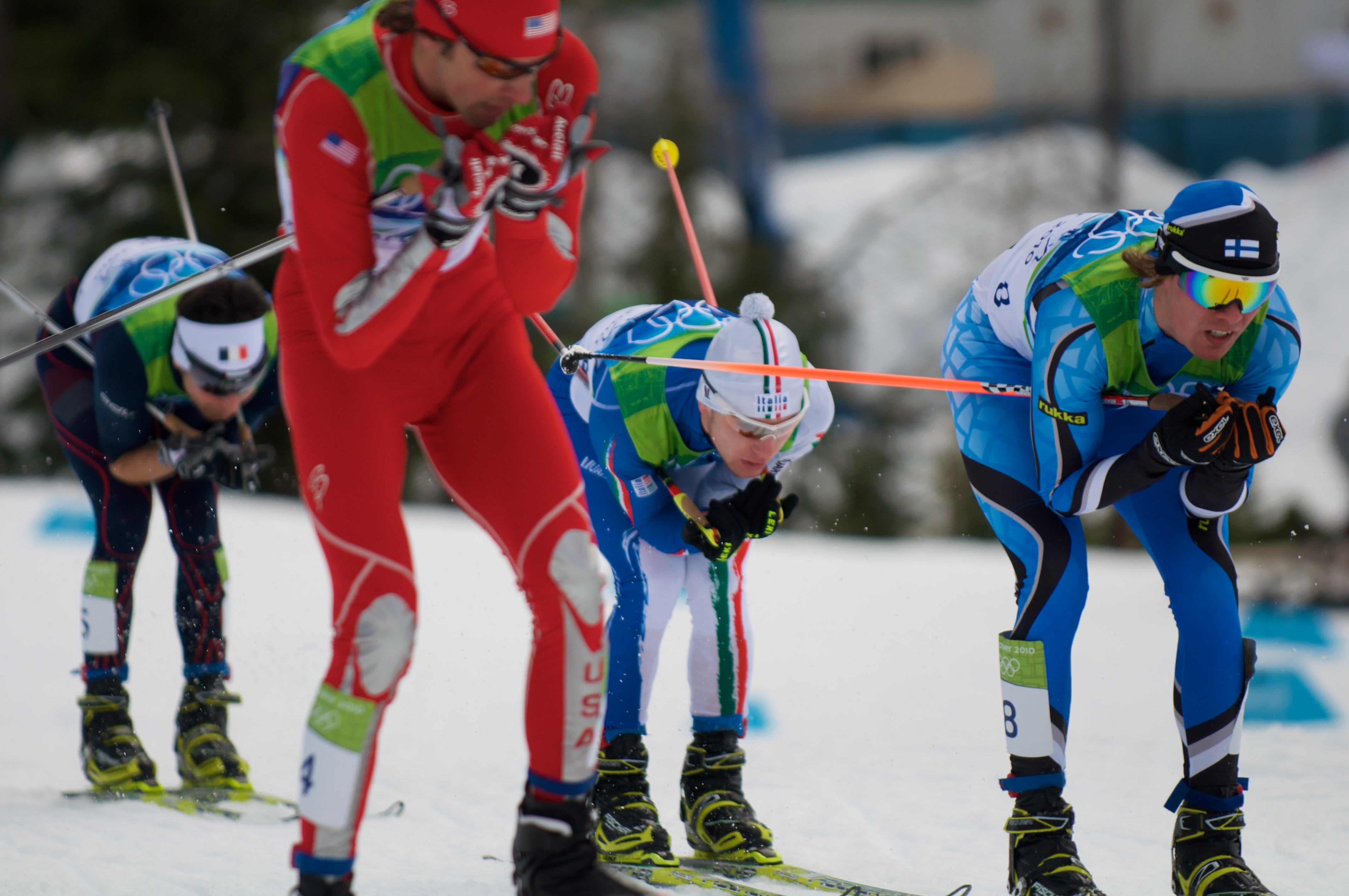
Vedoucí skupinka v běžecké části závodu. Zleva: Jason Lamy-Chappuis, Johnny Spillane, Alessandro Pittin a Anssi Koivuranta.

Závody ve severské kombinaci se v rámci zimních olympijských her 2010 uskutečnily od 14. do 25. února 2010 v areálu ve Whistleru (Whistler Olympic Park).

## Medailové pořadí zemí
| Pořadí | Země                   | Zlato | Stříbro | Bronz | Celkově |
| ------ | ---------------------- | ----- | ------- | ----- | ------- |
| 1.     | Spojené státy americké | 1     | 3       | 0     | 4       |
| 2.     | Rakousko               | 1     | 0       | 1     | 2       |
| 3.     | Francie                | 1     | 0       | 0     | 1       |
| 4.     | Německo                | 0     | 0       | 1     | 1       |
| 4.     | Itálie                 | 0     | 0       | 1     | 1       |
|        | Celkem                 | 3     | 3       | 3     | 9       |

## Medailisté

### Muži
| Disciplína                                | Zlato                                                                       | Stříbro                                                                                | Bronz                                                                       |
| ----------------------------------------- | --------------------------------------------------------------------------- | -------------------------------------------------------------------------------------- | --------------------------------------------------------------------------- |
| Individuální závod, normální můstek/10 km | Jason Lamy-Chappuis · Francie (FRA)                                         | Johnny Spillane · Spojené státy americké (USA)                                         | Alessandro Pittin · Itálie (ITA)                                            |
| Individuální závod, velký můstek/10 km    | Bill Demong · Spojené státy americké (USA)                                  | Johnny Spillane · Spojené státy americké (USA)                                         | Bernhard Gruber · Rakousko (AUT)                                            |
| Týmový závod, velký můstek/4 × 5 km       | Rakousko · Bernhard Gruber · David Kreiner · Felix Gottwald · Mario Stecher | Spojené státy americké · Brett Camerota · Todd Lodwick · Johnny Spillane · Bill Demong | Německo · Johannes Rydzek · Tino Edelmann · Eric Frenzel · Björn Kircheisen |

### Jednotlivci – střední můstek / 10 km
- 14. únor 2010, Whistler

| Umístění | Stát                   | Sportovec           | Body za skok | Čas běhu      |
| -------- | ---------------------- | ------------------- | ------------ | ------------- |
| 1.       | Francie                | Jason Lamy-Chappuis | 124,0 (5.)   | 25:01,1 (5.)  |
| 2.       | Spojené státy americké | Johnny Spillane     | 124,5 (4.)   | 25:03,5 (6.)  |
| 3.       | Itálie                 | Alessandro Pittin   | 123,5 (6.)   | 24:59,9 (4.)  |
| 4.       | Spojené státy americké | Todd Lodwick        | 127,0 (2.)   | 25:14,6 (11.) |
| 5.       | Rakousko               | Mario Stecher       | 122,5 (7.)   | 25:08,7 (7.)  |
| 6.       | Spojené státy americké | Bill Demong         | 115,5 (24.)  | 24:45,0 (3.)  |
| 7.       | Japonsko               | Norihito Kobajaši   | 121,0 (12.)  | 25:11,0 (9.)  |
| 8.       | Finsko                 | Anssi Koivuranta    | 122,0 (8.)   | 25:22,9 (13.) |
| 9.       | Norsko                 | Magnus Moan         | 104,0 (40.)  | 24:16,7 (1.)  |
| 10.      | Německo                | Eric Frenzel        | 119,0 (16.)  | 25:17,2 (12.) |
| ---      | ---                    | ---                 | ---          | ---           |
| 12.      | Česko                  | Pavel Churavý       | 121,5 (10.)  | 25:32,7 (20.) |
| 20.      | Česko                  | Tomáš Slavík        | 115,5 (24.)  | 25:36,8 (21.) |
| 39.      | Česko                  | Miroslav Dvořák     | 105,5 (39.)  | 26:33,5 (35.) |
| 44.      | Česko                  | Aleš Vodseďálek     | 108,5 (35.)  | 27:45,8 (44.) |

### Jednotlivci – velký můstek / 10 km

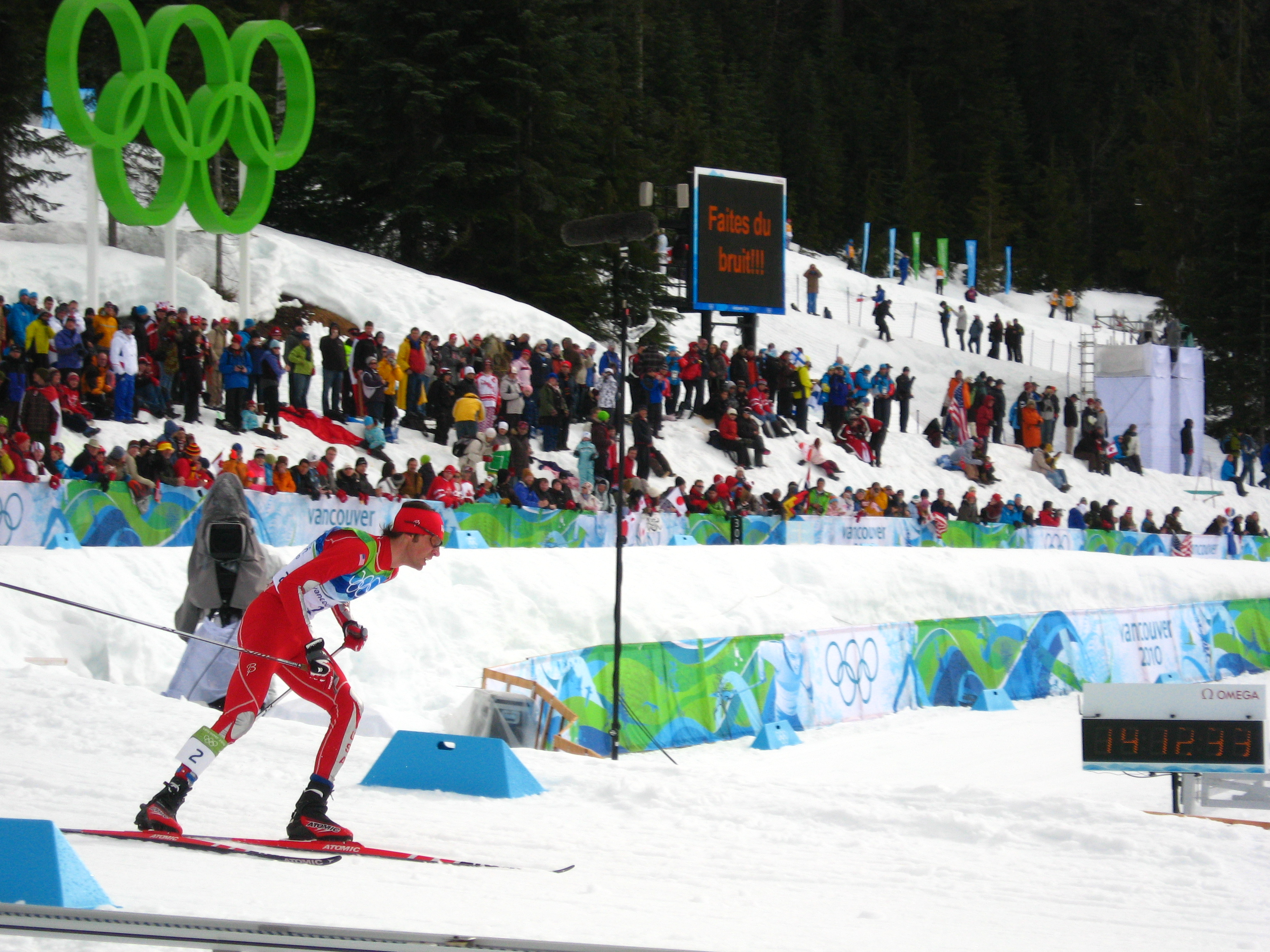
Johnny Spillane v běžecké části závodu

- 25. únor 2010, Whistler

| Umístění | Stát                   | Sportovec         | Body za skok | Čas běhu      |
| -------- | ---------------------- | ----------------- | ------------ | ------------- |
| 1.       | Spojené státy americké | Bill Demong       | 115,5 (6.)   | 24:46,9 (2.)  |
| 2.       | Spojené státy americké | Johnny Spillane   | 118,5 (2.)   | 25:02,9 (7.)  |
| 3.       | Rakousko               | Bernhard Gruber   | 127,0 (1.)   | 25:43,7 (19.) |
| 4.       | Finsko                 | Hannu Manninen    | 107,7 (16.)  | 24:49,0 (4.)  |
| 5.       | Česko                  | Pavel Churavý     | 114,0 (8.)   | 25:14,9 (9.)  |
| 6.       | Norsko                 | Petter Tande      | 109,8 (10.)  | 25:02,2 (6.)  |
| 7.       | Itálie                 | Alessandro Pittin | 108,7 (13.)  | 25:00,6 (5.)  |
| 8.       | Rakousko               | Mario Stecher     | 109,8 (10.)  | 25:12,1 (8.)  |
| 9.       | Japonsko               | Akito Watabe      | 112,5 (9.)   | 25:23,7 (11.) |
| 10.      | Rakousko               | Christoph Bieler  | 116,8 (4.)   | 25:40,7 (18.) |
| ---      | ---                    | ---               | ---          | ---           |
| 25.      | Česko                  | Tomáš Slavík      | 104,7 (18.)  | 26:29,8 (35.) |
| 28.      | Česko                  | Miroslav Dvořák   | 83,8 (36.)   | 25:36,7 (15.) |
| 34.      | Česko                  | Aleš Vodseďálek   | 102,8 (20.)  | 27:29,8 (41.) |

### Týmy – velký můstek / 4×5 km
- 23. únor 2010, Whistler

| Umístění | Stát                   | Sportovci                                                            | Celkové body za skoky | Celkový čas běhů |
| -------- | ---------------------- | -------------------------------------------------------------------- | --------------------- | ---------------- |
| 1.       | Rakousko               | Bernhard Gruber David Kreiner Felix Gottwald Mario Stecher           | 479,9 (3.)            | 48:55,6 (1.)     |
| 2.       | Spojené státy americké | Brett Camerota Todd Lodwick Johnny Spillane Bill Demong              | 505,8 (2.)            | 49:34,8 (4.)     |
| 3.       | Německo                | Johannes Rydzek Tino Edelmann Eric Frenzel Björn Kircheisen          | 473,3 (6.)            | 49:06,1 (2.)     |
| 4.       | Francie                | Maxime Laheurte François Braud Sébastien Lacroix Jason Lamy-Chappuis | 474,7 (5.)            | 49:28,4 (3.)     |
| 5.       | Norsko                 | Jan Schmid Espen Rian Petter Tande Magnus Moan                       | 468,4 (7.)            | 49:34,9 (5.)     |
| 6.       | Japonsko               | Taihei Kato Daito Takahaši Akito Watabe Norihito Kobajaši            | 475,9 (4.)            | 50:04,8 (6.)     |
| 7.       | Finsko                 | Janne Ryynänen Jaakko Tallus Anssi Koivuranta Hannu Manninen         | 507,0 (1.)            | 51:53,1 (8.)     |
| 8.       | Česko                  | Aleš Vodseďálek Miroslav Dvořák Tomáš Slavík Pavel Churavý           | 457,3 (8.)            | 51:44,2 (7.)     |
| 9.       | Švýcarsko              | Seppi Hurschler Tim Hug Tommy Schmid Ronny Heer                      | 436,6 (9.)            | 52:15,8 (10.)    |
| 10.      | Itálie                 | Alessandro Pittin Giuseppe Michielli Lukas Runggaldier Armin Bauer   | 402,6 (10.)           | 51:55,5 (9.)     |